# Betonová zahrada
Betonová zahrada (v originále The Cement Garden) je jeden z nejznámějších románů britského spisovatele Iana McEwana. Byl poprvé uveřejněn v roce 1978. Stejnojmenný film Andrewa Birkina vznikl v roce 1993. Hlavní role ztvárnili Charlotte Gainsbourg a Andrew Robertson.

## Děj
V Betonové zahradě otec čtyř dětí umírá. Po jeho smrti umírá také jejich matka. Aby se vyhnuly dětskému domovu, skryjí děti matčinu smrt před světem a zalijí její mrtvé tělo do betonu ve sklepě domu. Dva ze sourozenců, náctiletý chlapec a dívka, vstoupí do incestního vztahu, zatímco mladší syn si začíná zahrávat s transvestismem.
Vypravěčem je Jack (15), který má 2 sestry - Julii (17) a Sue (13) - a jednoho bratra Toma (6). Jack vypraví příběh z dob, kdy byli mladší - Jack a Julie hráli se Sue hru, která spočívala ve svlečení Sue a prozkoumávání jejich intimních partií. Jack se zmíní Julii, že by to samé rád podnikl s ní. Julie mu to však nedovolí.
Když si Julie přivede domů svého přítele Dereka, cítí Jack nesmírnou žárlivost a chová se vůči němu nepřátelsky. Derek se stále víc zajímá o to, co je skryto v jejich sklepě, děti to před ním však skrývají. Když se po domě začne šířit nepříjemný zápach, je to právě Derek, kdo pomáhá znovu zabetonovat bednu ve sklepě. (Jack tvrdí, že je tam pohřben jeho pes.) Posléze se dozvídáme, že Derek už nějakou dobu ví, že v bedně je jejich matka (řekne to Tomovi, a ten to pak vyzradí Jackovi).
Příběh končí tím, že nahý Jack, zřejmě ne plně vědomě, vstoupí do Juliiny ložnice. Je tam pouze Tom a chlapci si začínají povídat. Poté vstoupí Julie a nevyjadřuje žádný nesouhlas s jeho nahotou. Všichni se sesednou na postel a zatímco mluví, stále více se k sobě přibližují. Julie bere do ruky své ňadro a pobízí Jacka, aby si ho vzal. Jack ho začíná sát. Právě v tom okamžiku vstoupí Derek, a řekl, že viděl vše, označil je za "nemocné". Když odejde, oddají se děti sexu. Slyší, jak Derek rozbíjí rakev. Začínají hovořit o matce a venku se rozezní policejní auta.

## Postavy
- Jack (15) - vypravěč
- Julie (17) - sestra
- Sue (13) - sestra
- Tom (6) - bratr
- Matka
- Otec
- Derek - přítel Julie

## Divadelní adaptace
V lednu 2016 byla ve Švandově divadle uvedena jevištní adaptace McEwanova románu. Román do divadelní podoby převedla Petra Hůlová, režie se ujal Dodo Gombár. Premiéru měla hra 30. 1. 2016.